# BLS F 2x3/3
Die F 2×3/3, später auch Fc 2×3/3 war eine mit Wechselstrom betriebene Elektrolokomotive der Maschinenfabrik Oerlikon. Im Jahr 1910 wurde sie mit der Anschrift F 2×3/3 und der Betriebsnummer 121 an die Berner Alpenbahn-Gesellschaft Bern–Lötschberg–Simplon (BLS) ausgeliefert. Mit der kurz darauf beschlossenen Einführung der neuen Bezeichnungen für elektrische Lokomotiven wurde die Bezeichnung in Ce 6/6 geändert. Die Betriebsnummer 121 behielt die Lok die ganze Zeit, auch nach dem Verkauf 1928 an die Bern-Neuenburg-Bahn, bei.
Die Lok wurde als Probelokomotive der Maschinenfabrik Oerlikon für die Versuchsstrecke Spiez-Frutigen im Juli 1910 ausgeliefert und nach ihrer Erprobung übernommen. Es war zugleich die erste hauptbahnfähige Wechselstrom-Lokomotive der Schweiz. Sie war somit die erste Lokomotive der Schweiz, die hinsichtlich Leistung und Geschwindigkeit dafür vorgesehen war, auf einer steigungsreichen Strecke zum Einsatz zu kommen, die für nationalen und internationalen Durchgangsverkehr ausgelegt war, und nicht wie die ersten, mit Drehstrom betriebenen Elektrolokomotiven zuvor auf Nebenlinien mit geringen Leistungsansprüchen (Burgdorf-Thun-Bahn) oder einer Strecke ohne nennenswerte Steigungen wie im Simplontunnel.

## Allgemeines
Zur Abklärung, welche Art von Lokomotive für die Lötschbergbahn zu beschaffen sei, wurde im Winter 1907/08 von der Direktion beschlossen, das Teilstück Spiez - Frutigen (ehemals Spiez-Frutigen-Bahn) unverzüglich zu elektrifizieren, um bei Fertigstellung der Bergstrecke schon Erfahrungen mit der elektrischen Traktion zu haben. Im Frühjahr 1908 wurde auf Grund der eingegangenen Ausführungsofferten beschlossen, die Strecke mit Einphasenwechselstrom von 15.000 Volt und 15 Perioden/Sekunde (Hertz) zu elektrifizieren. Die Anlage wurde später, als 1913 die Verwaltungen von Preussen, Bayern und Baden sich auf 16 2/3 Hz festlegten, auch dieser Frequenz angepasst.
Die Anlagen wurden so ausgeführt, dass keine Umbauarbeiten vorzunehmen sein würden, sobald die Strecke durchgehend bis Brig befahrbar sein würde. Dadurch waren sie für den Versuchsbetrieb eigentlich überdimensioniert.
Die Bereitstellung der elektrischen Energie wurde den Bernischen Kraftwerken übertragen. Diese bauten ihr bestehendes Werk in Spiez aus und errichteten im Hinblick auf die Eröffnung der Bergstrecke ein Kraftwerk bei Kandergrund, das 1911 fertiggestellt war.
Es wurde eine Fahrleitung mit Kettenaufhängung gewählt.
Neben der beschriebenen MFO-Maschine waren am Versuchsbetrieb noch eine Lokomotive der AEG der Bauart F 2x2/3 sowie drei Triebwagen der Elektrischen Bahnen Zürich, eines Gemeinschaftsunternehmens der Maschinenfabrik Oerlikon und der Siemens-Schuckert-Werke in Zusammenarbeit mit der Waggonfabrik Schlieren, der Bauart Ce 2/4 beteiligt.

### Anforderungsprofil
Von der Lokomotive wurde gefordert, dass sie auf einer Steigung von 27 Promille mit einer Anhängelast von 310 Tonnen und auf 15,5 Promille mit einer Anhängelast von 500 Tonnen während einer Stunde mit 42 km/h fahren konnte. Die Beschleunigung sollte bei dieser Belastung noch 0,05 m/s² betragen. Daraus ergibt sich eine notwendige Stundenleistung von 2000 PS am Rad und eine Zugkraft am Zughaken von 10.000 kg, bzw. 13.000 kg beim Anfahren. Der minimale Kurvenradius, der anstandslos befahren werden können musste, betrug 180 Meter, der maximal zulässige Achsdruck 15 Tonnen. Diese Werte konnte die Lokomotive einhalten bzw. anlässlich der Lastprobefahrten erbringen.

## Technisches

SLM-Werkfoto

Hersteller der Lokomotive war die Maschinenfabrik Oerlikon (MFO), in Zusammenarbeit mit der Schweizerischen Lokomotiv- und Maschinenfabrik (SLM) in Winterthur.
Es handelte sich um eine Elektrolokomotive, die aus zwei dreiachsigen Drehgestellen bestand, die mit dem Wagenkasten verbunden waren. Die Zug- und Stossvorrichtungen waren am Drehgestell angebracht, und zwischen den beiden Drehgestellen gab es einen kräftigen, tiefliegenden Längsträger. Der eigentliche Wagenkasten war somit von Zug- und Stosskräften entkoppelt. Es handelt sich demnach um eine Mischform zwischen einer Rahmenlokomotive und einer Drehgestelllokomotive. Deshalb erhielt sie auch die ursprüngliche Bezeichnung 2x3/3, wie sie auch bei Gelenkdampflokomotiven mit der Achsfolge (C)(C) üblich war (eine echte Drehgestell-Lokomotive hätte die Achsfolge-Bezeichnung C'C'). Jedes Drehgestell besass einen einzigen Fahrmotor. Es kam der SLM-Schrägstangenantrieb zur Anwendung, der über eine Blindwelle und Kuppelstangen die drei Achsen antrieb. Die Lokomotive war gemäss der Bauzeitung von 1911 86 Tonnen schwer, wovon 42 Tonnen der elektrischen Ausrüstung zugerechnet wurden, die restlichen 44 Tonnen der mechanischen Ausrüstung. Die erste und sechste Achse hatten einen Achsdruck von 13 Tonnen, die Achsen zwei bis fünf von 15 Tonnen. Es finden sich aber auch Angaben von einem Gewicht von 90 Tonnen, davon 46 Tonnen der elektrischen Ausrüstung zugerechnet, die restlichen 44 Tonnen der mechanischen Ausrüstung. Dadurch dürfte sich die Achslast um nicht ganz 0,5 Tonnen erhöht haben. Diese Gewichtserhöhung wird hauptsächlich im Zusammenhang mit dem Ersatz der Steuerung und des Transformators stehen.
Die Höchstgeschwindigkeit wurde nachträglich auf 60 km/h beschränkt, da die Lok bei hohen Geschwindigkeiten nicht mehr hinreichend kurvenbeweglich war. Während der Probefahrten wurden aber die vorgesehenen 70 km/h erreicht. Je schneller sie fuhr, desto steifer wurde sie, und auch der Eigenwiderstand nahm zu. Das war der Schwachpunkt an der gesamten Konstruktion. Dies wurde vor allem auf das Fehlen einer beweglichen führenden Laufachse zurückgeführt. 

### Mechanischer Teil

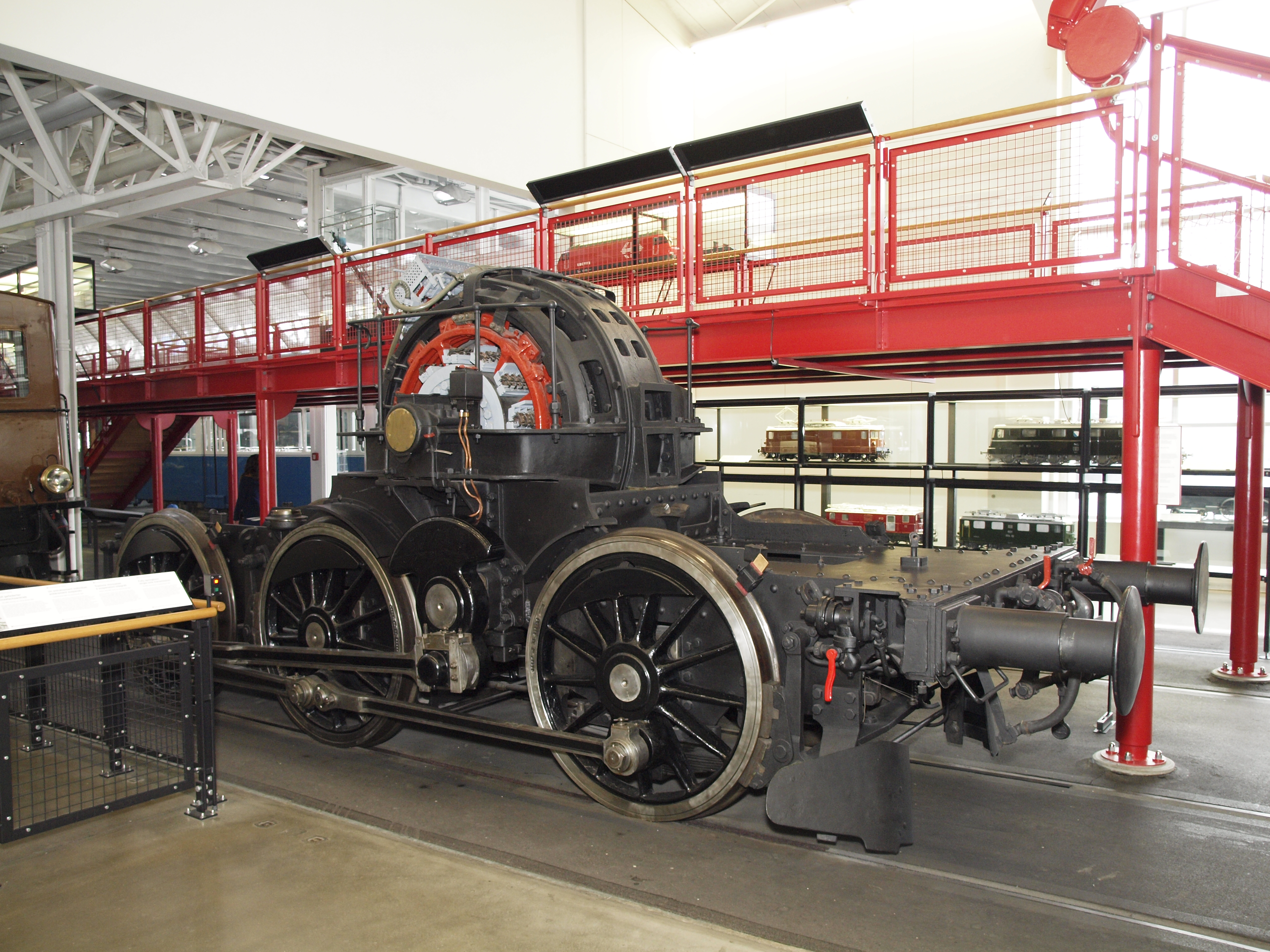
Das erhaltene Drehgestell

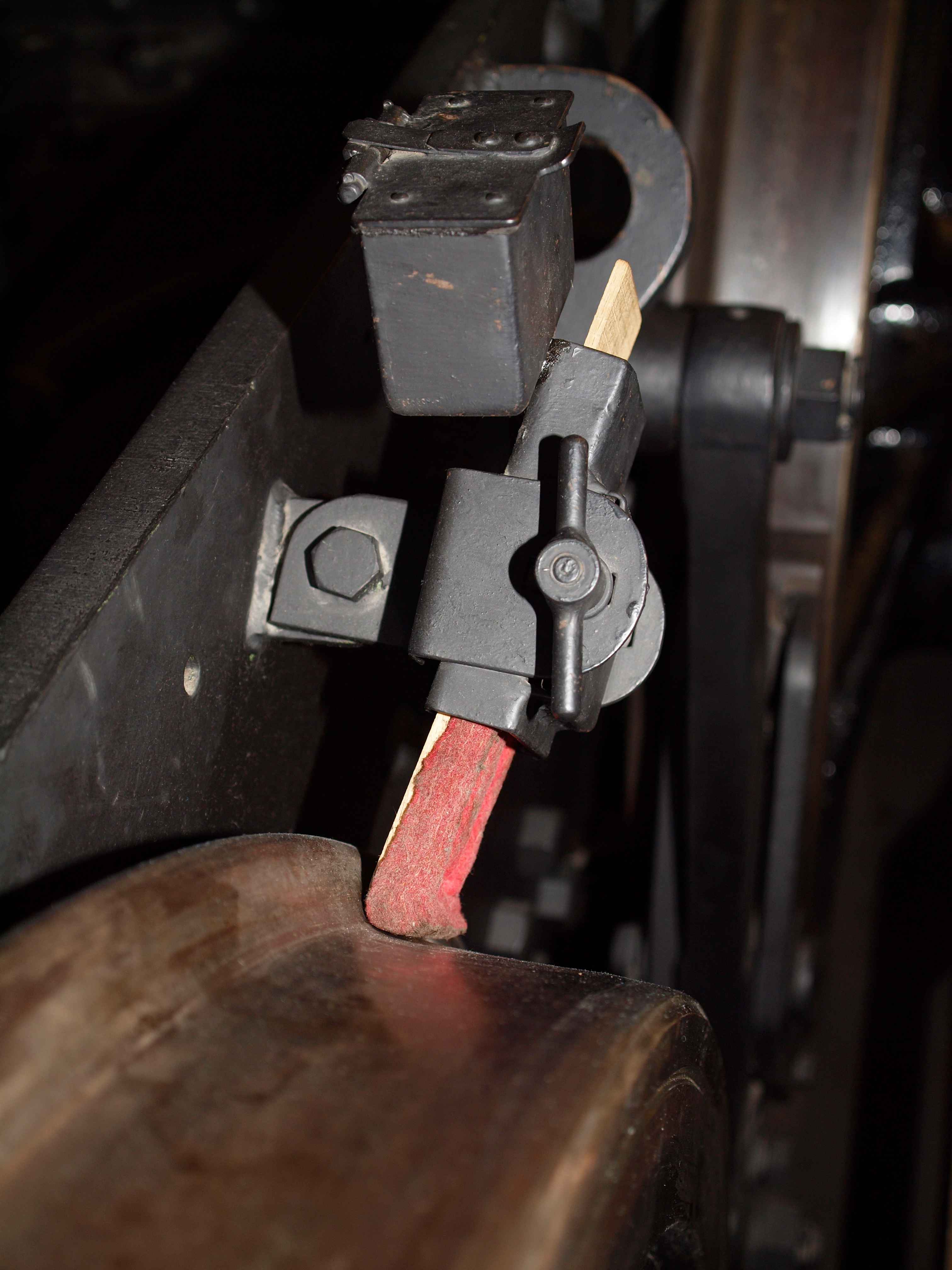
Die Spurkranzschmier-Einrichtung

Die beiden Drehgestelle waren wie eine Rahmenlokomotive mit Innenrahmen ausgeführt. Der versteifte Blechrahmen trug auf der einen Seite den Pufferträger für die normale Zug- und Stosseinrichtung. Verbunden waren die beiden über jeweils einen allseitig beweglichen Drehzapfen mit einem Längsträger. Auf diesem Längsträger war der Wagenkasten aufgeschraubt und stützte sich zusätzlich auf je zwei Pfannen auf dem Drehgestell ab. Direkt über dem Langträger waren auch die schweren elektrischen Komponenten wie die Transformatoren und Hilfsmaschinen angebracht. Damit konnte der eigentliche Wagenkasten sehr leicht ausgeführt werden. Der komplette Wagenkasten war als selbsttragende Blechkonstruktion ausgeführt.
Der Wagenkasten bestand aus zwei Führerständen mit kleiner vorgelagerter Übergangsplattform sowie einem Maschinenraum. Die Führerstände hatten jeweils vier Türen, drei davon führten nach draussen, die vierte in den Maschinenraum. In der Mitte der Stirnseite befand sich die Türe, die leicht aussermittig versetzt auf die Übergangsplattform führte. Daneben waren noch drei Fenster vorhanden, die beiden äusseren auf der seitlich leicht schräg gestellten, aber senkrechten Führerstandsfront. Das dritte bildete mit dem Fenster in der Stirntüre die mittlere Frontscheibenfläche. Auf beiden Seiten führte eine Türe mit herunterlassbarer Scheibe zu den mit Handläufen ausgerüsteten dreistufigen Aufstiegstritten. Der Maschinenraum besass auf jeder Seite sechs Fenster, wovon die mittleren vier zu öffnen waren. Im Maschinenraum befand sich auf der einen Seite ein gut begehbarer Durchgang, der von beiden Seiten über eine Türe vom Führerstand aus zugänglich war; auch die Gegenseite war begehbar, dafür musste allerdings zwischen Motor und Hilfsmaschine die Seite gewechselt werden. Der begehbare Wagenboden war mit Pitchpine und Linoleum ausgelegt. Im Wagenboden waren für die beiden Motoren Ausschnitte vorhanden. Die Motoren besassen keine Abdeckung und waren somit auch während der Fahrt allseitig zugänglich. Nur die Transformatoren und Hochspannungsapparate waren mit eisernen Gittern geschützt. Die darin angebrachten Türen waren so verriegelt, dass sie nur bei gesenktem Stromabnehmer geöffnet werden konnten. Mit der Entriegelung dieser Türen wurde zugleich die Hochspannungsseite an Erde gelegt. Das Dach besass drei Öffnungen, die durch grosse Deckelklappen verschliessbar waren. Diese waren so angeordnet, dass durch sie die Fahrmotoren und Transformatoren mit einem Kran herausgehoben werden konnten. Über den Deckenklappen für die Fahrmotoren befand sich das Gestell mit dem Stromabnehmer, das zum Öffnen weggenommen werden musste. Die Motoren waren aber auch durch Anheben des Kastens und Herausfahren der Drehgestelle zugänglich.
Die Motorenwelle war nach Entfernen der oberen Statorhälfte nach oben aus dem Drehgestell ausfahrbar. Die Blindwelle konnte nach unten ausgefahren werden. Auf die Motorenwelle wurde der aus einem Stück geschmiedete Zahnkolben mit rund 40 Tonnen fest aufgepresst. Das grosse Zahnrad auf der Blindwelle befand sich auf einem Stahlgussstern und wurde als Bandage gewalzt. Es wurde eine wellenförmige Verzahnung gewählt. Diese bestand aus drei unter 45° aneinander stossenden Schenkeln mit abgerundeten Scheiteln. Die Zahnräder wurden von der Firma Citroën in Paris hergestellt. Solche Winkelverzahnungen waren der damalige Fabrikations-Schwerpunkt des späteren Automobilbauers. Diese Verzahnung wurde mit einem sogenannten Daumenfräser gefräst. Mit der Wahl einer Winkelverzahnung, zusammen mit der genauen und starren Lagerung beider Achsen, war eine sehr geräuscharme und Kraftspitzen vermeidende Übersetzung gelungen.
Die neuen Radsätze hatten einen Laufkreisdurchmesser von 1'350 mm. Die Radreifen waren auf eine Radscheibe mit Speichen aufgezogen. Die Radscheiben besassen jeweils einen Kurbelzapfen mit dem entsprechenden Gegengewicht. Sie waren um 90° versetzt aufgezogen. Das Innenlager war als Gleitlager ausgeführt und besass unten liegende Blattfedern. Die mittleren Federenden waren mit einem Ausgleichshebel verbunden.
Die drei Radsätze in jedem Drehgestell waren untereinander beidseitig mit einer Kuppelstange mit mittigem Gelenk verbunden. Der innerste Radsatz war mit der Schlitzstange, zusätzlich mit der 265 mm höher liegenden Blindwelle verbunden. Der innerste Radsatz war somit der eigentliche Triebradsatz, während die anderen Kuppelradsätze waren. Die Radsätze besassen kein seitliches Spiel, womit der feste Radstand 4'500 mm betrug. Der Abstand zwischen den Radsätzen war unter dem Motor zwischen dem ersten und zweiten Radsatz 2'250 mm, zwischen dem zweiten und dritten Radsatz 1'800 mm. Die beiden äusseren Radsätze besassen eine Spurkranzschmierung. Beim mittleren Radsatz war auf der Innenseite der Räder eine Sandstreueinrichtung vorhanden. Die vier Sandrohre bezogen ihren Sand von einem gemeinsamen beheizbaren Sandkasten.
Der Drehzapfen war außermittig des Drehgestells nach innen verschoben, so dass sich ein Drehzapfenabstand von 5'200 mm ergab, die beiden innersten Radsätze aber 2'600 mm entfernt waren.

### Elektrischer Teil
Es kam ein zwölfpoliger kompensierter Reihenschlussmotor zum Einsatz, der seine Stundenleistung von 1000 PS mit einer Zahnradübersetzung von 1:3,25 auf die Blindwelle übertrug. Der Stator war zweiteilig ausgeführt, es konnte somit zum Ausbau des Rotors die obere Hälfte abgehoben werden. Das Stahlgussgehäuse war offen ausgeführt, da der Motor so ausgelegt wurde, dass er nicht ventiliert werden musste. Er konnte wie der Transformator auch bei Ausfall der Lüftung betrieben werden. Bei eingeschalteter Lüftung konnte er die Stundenleistung von 1000 PS (ohne Lüftung) auch als Dauerleistung erbringen. Während der Testfahrten war der Luftkanal nicht mit dem Motor verbunden. Ob die geplante Lüftung des Motors jemals eingerichtet wurde, ist unklar.
Die Statorwicklung besteht aus Erreger- und Kompensationswicklung, die sich um einen halben Polabstand übergreifen. Innerhalb der Kompensationswicklung befindet sich auf je einem Zahn die Wendefeldwicklung, deren Strom durch einen parallel geschalteten induktionsfreien Widerstand in der Phase verschoben wurde. Dieser Widerstand war im Drehgestell unter dem Motor angebracht. Die Nuten des Statoreisens sind gleichmässig verteilt und halb geschlossen. Sie sind leicht schräg gestellt, und zwar um ein Teilschritt des Rotors, um die Erzeugung einer Oberschwingung in der Spannungskurve zu verhindern.
Es waren auch zwei Transformatoren mit einer Dauerleistung von 1000 kVA eingebaut. Die Schaltung der Transformatoren war so eingerichtet, dass die Lokomotive entweder mit parallel geschalteten Transformatoren unter 7.500 Volt oder seriell geschalteten Transformatoren unter 15.000 Volt betrieben zu werden konnte. Die Transformatoren hatten zwar eine künstliche Belüftung, konnten aber auch ohne diese betrieben werden.
Das Gebläse der Lüftung bestand aus einem Reihenschlussmotor von 10 PS, der einen Sulzer'schen Niederdruckventilator antrieb. Dieser sog die Luft aus dem Maschinenraum an und trieb sie in einen Kanal der am Boden längs der Wand entlangführte. Von diesen führten die beiden breiten Anschlusskanäle zu den Transformatoren. An beiden Enden des Kanals bestanden Öffnungen, an denen bei Bedarf die Motoren angeschlossen werden konnten. Es war so gesehen mehr eine Luftumwälzungseinrichtung im Maschinenraum, denn eine echte Zwangsbelüftung. Gerade vor der Tatsache, dass alle belüfteten Teile auch ohne echte Einschränkungen betrieben werden konnten.
Der selbsttätige Hochspannungsölschalter ist zu gleich der Hauptschalter der Lokomotive. Dieser wird über ein Auslösemagnet angesteuert. Er kann von Hand aus dem Führerstand oder automatisch von den beiden Überwachungsrelais (Null- und Überspannung) angesteuert werden. Zwischen dem Stromabnehmer und dem Hauptschalter befindet sich der Blitzschutzapparat und ein Drosselspule. Zwischen Hauptschalter und den Transformatoren befand sich der Spannungswahlschalter. Die eigentliche Motorensteuerung befindet sich auf der Niederspannungsseite des Transformators.
Der Stufenschalter wurde vom Führerstand aus ferngesteuert. Eine Vielfachsteuerung war aber nicht eingebaut. Der MFO-Walzen-Stufenschalter wurde durch eine volle Drehung der Führerkurbel um eine Stufe hoch- oder runtergeschaltet. Es waren 15 Kurbelumdrehungen notwendig, um das Schaltwerk zu schalten. Das schnelle Runter- bzw. Abschalten war nur durch Ausschalten des Hauptschalters möglich. Der Hauptschalter konnte nur eingeschaltet werden, wenn sich der Stufenschalter in Nullstellung befand und eine Fahrtrichtung eingestellt war. Die Rückmeldung erfolgte über einen Zeiger, der die aktivierte Stufe auf einem Zifferblatt von 1 bis 14 dem Lokomotivführer anzeigt. Der jeweiligen Walzenstellung der Hauptschaltwalze entsprechend werden dann die entsprechenden Schütze angesteuert und die Fahrmotoren eingespeist. Die Fahrtrichtung wird über eine Schaltwalze eingestellt; diese wird über einen Schalter im Führerstand angesteuert. Die eingestellte Richtung wird dem Lokomotivführer über eine Lampe angezeigt. Zugleich wurde auch die Führerwalze freigegeben. Der Fahrtrichtungsschalter wurde mechanisch verriegelt, sobald die Führerwalze die Nullstellung verlassen hat. Der schwerfällige MFO-Walzen-Stufenschalter wurde schon 1929 durch eine SAAS-Hüpfersteuerung ersetzt.
Die Inbetriebnahme der Lokomotive erfolgte in folgenden Schritten. Es war kein Steuerstromschalter vorhanden, die Lokomotivsteuerung stand somit dauernd unter Spannung. Mit einer Handpumpe wurde der erste Stromabnehmer gehoben. Wenn das Nullspannungsrelais genügend Spannung anzeigte, konnte der Hauptschalter über den Schalter auf dem Führertisch betätigt werden. Dadurch aktivierten sich auch die automatisch arbeitenden Nebenbetriebe wie der Luftkompressor. Danach konnte der zweite Stromabnehmer gehoben werden. Das Fahren mit zwei Stromabnehmern war bis zur Einführung des Doppel-Schleifstücks im Jahr 1940, bei der BLS üblich.
Die Lokomotive besass eine elektrische Heizung für die beiden Führerstände und die Sandkästen. In jedem Führerstand befanden sich drei 500-Watt-Heizkörper.
Die elektrische Zugheizung war noch für eine Spannung von 300 Volt ausgelegt und konnte 100 kW übertragen. Die Zugsammelschiene konnte wahlweise von einem der beiden Transformatoren eingespeist werden.
Eine Umformergruppe von 1,2 kW Leistung erzeugte den Gleichstrom, der für die Steuerung und die Batterieladung benötigt wurde. Die beiden Blei-Akkumulatoren bestanden jeweils aus 18 Elementen und erzeugten somit 36 Volt. Sie hatten eine Kapazität von 81 Amperestunden. Das Umschalten zwischen Ladung und Entladung der Batterie erfolgte über eine selbsttätige Schalteinrichtung.
Die Lokomotive besass eine vollständige elektrische Beleuchtung, auch die Spitzenbeleuchtung war elektrisch. Für den Notfall wurden zwei Petroleum-Signallampen mitgeführt.

### Bremsen
Es war nur eine rein mechanisch wirkende Bremse in Form von Bremsklötzen vorhanden und keine elektrische Bremse. Diese mechanische Bremse konnte entweder von der automatischen Druckluftbremse oder von Hand betätigt werden.
Es wurde jedes Rad einseitig mit einer Doppel-Bremssohle gebremst. Diese Bremssohle befand sich jeweils auf der vom Motor abgewendeten Seite des Rades. Alle drei Bremsdreiecke wurden über dasselbe Bremsgestänge angedrückt. Das Gestänge war so eingestellt, dass jede Bremssohle einen Anpressdruck entsprechend der Wirkung von 4,5 Tonnen erzeugen konnte. Dies wurde entweder vom Bremszylinder mit 330 mm Durchmesser oder von der Handbremse im darüber befindlichen Führerstand betätigt. Der Bremszylinder wurde von einer Druckluftbremse der Bauart Westinghouse angesteuert. Für die Lufterzeugung waren zwei Kompressoren eingebaut, ein Achskompressor und eine elektrisch angetriebene Kolbenluftpumpe. Beide waren so ausgelegt, dass sie im Stande waren, den Luftbedarf der Lokomotive allein zu decken. Der Hauptluftbehälter befand sich unter dem Längsträger zwischen den Achsen.

### Umbauten
Der MFO-Walzen-Stufenschalter wurde 1929 durch eine SAAS-Hüpfersteuerung ersetzt.
Die beiden Lufttransformatoren wurden, weil sie zu Überschlägen neigten, 1931 durch einen einzelnen Öltransformator ersetzt.
1959 wurde ein Stromabnehmer ersatzlos entfernt und ein neuer Druckluft-Hauptschalter eingebaut. Auch wurde ein neuer Kompressor eingebaut.

## Betriebliches
Die Lokomotive wurde bis 1968 im regulären Zugdienst eingesetzt. Mit der Elektrifizierung der anderen Strecken der BLS-Gruppe wurde sie nicht mehr oft auf der Lötschberg-Bergstrecke, sondern meist auf den anderen, flacheren Strecken eingesetzt, meistens als Güterzuglokomotive, aber bei Bedarf auch vor Personenzügen, da sie mit ihren 15 Tonnen Achsdruck doch freizügiger einsetzbar war als die leistungsfähigeren Be 5/7, die die eigentlichen Berglokmotiven für den Lötschberg waren. Da sie zudem auch ein Einzelstück war, ist dieser Wechsel nachvollziehbar.
Sie wurde ab 1920 hauptsächlich auf der Strecke Thun-Interlaken eingesetzt und soll letztmals 1924 auf der Bergstrecke zum Einsatz gekommen sein. Im Jahr 1928 kam sie zur Bern-Neuenburg-Bahn, wo sie als Güterzuglokomotive eingesetzt wurde.
Die letzte Fahrt allerdings führte sie noch einmal über den Lötschberg. Sie führte dabei den Oberbaumesswagen der SBB von Spiez nach Brig. Am 10. Juli 1968 wurde sie dem Schrotthändler übergeben. Während ihrer 57 Dienstjahre legte sie 1.698.262 Kilometer zurück.

## Verbleib
Die Lokomotive wurde zwar verschrottet, aber es ist das komplette Drehgestell 2 erhalten geblieben. Dieses wurde in die Sammlung des Verkehrshaus Luzern aufgenommen und ist in der Dauerausstellung in der Schienenhalle aufgestellt.